# Gheorghe Simionov
Gheorghe Simionov, né le 4 juin 1950 à Caraorman (ro), est un céiste roumain. Il est le frère de Toma Simionov.

## Carrière
Gheorghe Simionov participe aux Jeux olympiques d'été de 1976 à Montréal ; il remporte la médaille d'argent en C-2 1 000 m.